# Герб Сирового
Герб Сирового — символ села Сирове, Первомайського району Миколаївської області. Затверджений 29 вересня 2006 року рішенням сесії Сирівської сільської ради. 
Автор проєкту — А. Гречило.

## Опис
У червоному полі срібний журавель із розгорнутими крильми, у синій главі сім золотих 5-променевих зірок у два ряди — 4:3.

## Зміст
Сюжет із журавлем і зірками взято з гімну села, в якому Сирове порівнюється з клином журавлів, а земля названа «зоряною». Зірки також вказують на відзначених високими орденами земляків.